# Перегрим, Мисси
Мисси Перегрим (англ. Missy Peregrym; род. 16 июня 1982, Монреаль) — канадская актриса и фотомодель.

## Биография
Свою карьеру Мисси начала в 18 лет, став моделью. Принимала участие в рекламе Mercedes-Benz, лыжных состязаний в Канаде и Олимпийских игр.
В 2002 году дебютировала в сериале «Тёмный ангел». Снималась в сериале «Переходный возраст». Одинаково хорошо говорит как на французском, так и на английском языках.

## Личная жизнь
С 2014 по 2015 год Перегрим была замужем за актёром Закари Ливаем.
С 30 декабря 2018 года Перегрим замужем за актёром Томом Окли. У супругов есть сын — Отис Паради Окли (род. 21 марта 2020).

## Фильмография
| Год          |     | Русское название            | Оригинальное название                      | Роль                                  |
| ------------ | --- | --------------------------- | ------------------------------------------ | ------------------------------------- |
| 2002         | с   | Тёмный ангел                | Dark Angel                                 | Хотти Блуд                            |
| 2002         | с   | Шоу Криса Айзека            | The Chris Isaak Show                       | Джулия                                |
| 2003         | с   | Чёрный пояс                 | Black Sash                                 | Тори Стреттон                         |
| 2003         | с   | Джейк 2.0                   | Jake 2.0                                   | девушка в баре                        |
| 2003         | с   | Вернуть из мёртвых          | Tru Calling                                | Джина                                 |
| 2004         | с   | Тайны Смолвилля             | Smallville                                 | Молли                                 |
| 2004         | тф  | Взлёт и падение Хейди Фляйс | Call Me: The Rise and Fall of Heidi Fleiss | Тина                                  |
| 2004         | с   | Андромеда                   | Andromeda                                  | Лизетт                                |
| 2004—2005    | с   | Переходный возраст          | Life as we know it                         | Джеки                                 |
| 2006         | ф   | Смолвилль: Хроники мести    | Smallville: Vengeance Chronicles           | Молли Григгс                          |
| 2006         | ф   | Бунтарка                    | Stick It                                   | Хэйли Грэм                            |
| 2007         | с   | Герои                       | Heroes                                     | Кэндис Уилмер                         |
| 2007         | тф  | Пробуждение                 | Wide Awake                                 | Кэсси                                 |
| 2007—2009    | с   | Жнец                        | The Reaper                                 | Энди Прендергаст                      |
| 2010—2015    | с   | Копы-новобранцы             | Rookie Blue                                | Энди Макнелли                         |
| 2011         | кор | Что-то красное              | Something Red                              | Эми                                   |
| 2012         | с   | Кибергеддон                 | Cybergeddon                                | Хлоя Джоселин                         |
| 2015         | ф   | Глушь                       | Backcountry                                | Дженн                                 |
| 2016         | с   | Гавайи 5.0                  | Hawaii Five-0                              | Бриджит Уильямс                       |
| 2016—2018    | с   | Ван Хельсинг                | Van Helsing                                | Скарлет Харкер / Скарлет Ван Хельсинг |
| 2018 — н. в. | с   | ФБР                         | FBI                                        | Мэгги Белл                            |

## Признание и награды
- Премия Leo Awards
  - 2008, номинация в категории «лучшая женская роль в драматическом телесериале» (за телесериал «Жнец»)
  - 2009, номинация в категории «лучшая женская роль в драматическом телесериале» (за телесериал «Жнец»)